# Сіцяж
Сіцяж (пол. Siciarz) — село в Польщі, у гміні Семьонтково Журомінського повіту Мазовецького воєводства.
Населення — 103 особи (2011).
У 1975-1998 роках село належало до Цехановського воєводства.

## Демографія
Демографічна структура станом на 31 березня 2011 року:
|          | Загалом | Допрацездатний вік | Працездатний вік | Постпрацездатний вік |
| -------- | ------- | ------------------ | ---------------- | -------------------- |
| Чоловіки | 53      | 4                  | 42               | 7                    |
| Жінки    | 50      | 12                 | 24               | 14                   |
| Разом    | 103     | 16                 | 66               | 21                   |